# Sweet Nothing in My Ear
Sweet Nothing in My Ear é um telefilme estadunidense de 2008, produzido pela CBS e dirigido por Joseph Sargent, baseado na peça de mesmo nome de Stephen Sachs. O filme tem no elenco Jeff Daniels e Marlee Matlin.
Pais de um menino surdo, os personagens de Daniels (Dan Miller) e Matlin (Laura Miller) vêem-se diante da possibilidade de seu filho, Adam Miller (Noah Valencia), voltar a ouvir através de um implante.